# Gradungulidae
Die Gradungulidae sind eine Familie der Echten Webspinnen (Araneomorphae), die sieben Gattungen mit insgesamt 16 Arten umfasst. Die Arten kommen im östlichen Australien und auf Neuseeland vor. Sie sind mittelgroße bis große Drei-Klauen-Spinnen, die wie die Vogelspinnenartigen (Mygalomorphae) zwei Paar Buchlungen besitzen. Die Art Gradungula sorenseni lebt in der Streuschicht von Wäldern. Die beiden Progundula-Arten sind die einzigen cribellaten Spinnen der Familie. Die Gattung Hickmania ist endemisch in Tasmanien.
Die Spinnen der Familie weben ausgedehnte Spinnennetze, die einen oberhalb liegenden Wohnbereich aufweisen, von dem Fäden zu den Gerüstfäden der leiterartigen Falle gespannt sind, welche ihrerseits wiederum an den Untergrund angeleimt ist.

## Systematik
Der World Spider Catalog listet für die Gradungulidae aktuell acht Gattungen und 18 Arten. (Stand: März 2024)
- Gradungula Forster, 1955
  - Gradungula sorenseni Forster, 1955
- Hickmania Gertsch, 1958
  - Hickmania troglodytes (Higgins & Petterd, 1883)
- Kaiya Gray, 1987
  - Kaiya bemboka Gray, 1987
  - Kaiya brindabella (Moran, 1985)
  - Kaiya parnabyi Gray, 1987
  - Kaiya terama Gray, 1987
- Macrogradungula Gray, 1987
  - Macrogradungula moonya Gray, 1987
- Pianoa Forster, 1987
  - Pianoa isolata Forster, 1987
- Progradungula Forster & Gray, 1979
  - Progradungula barringtonensis Michalik & Smith, 2024
  - Progradungula carraiensis Forster & Gray, 1979
  - Progradungula otwayensis Milledge, 1997
- Spelungula Forster, 1987
  - Spelungula cavernicola Forster, 1987
- Tarlina Gray, 1987
  - Tarlina daviesae Gray, 1987
  - Tarlina milledgei Gray, 1987
  - Tarlina noorundi Gray, 1987
  - Tarlina simipes Gray, 1987
  - Tarlina smithersi Gray, 1987
  - Tarlina woodwardi (Forster, 1955)